# Radiální kompresor

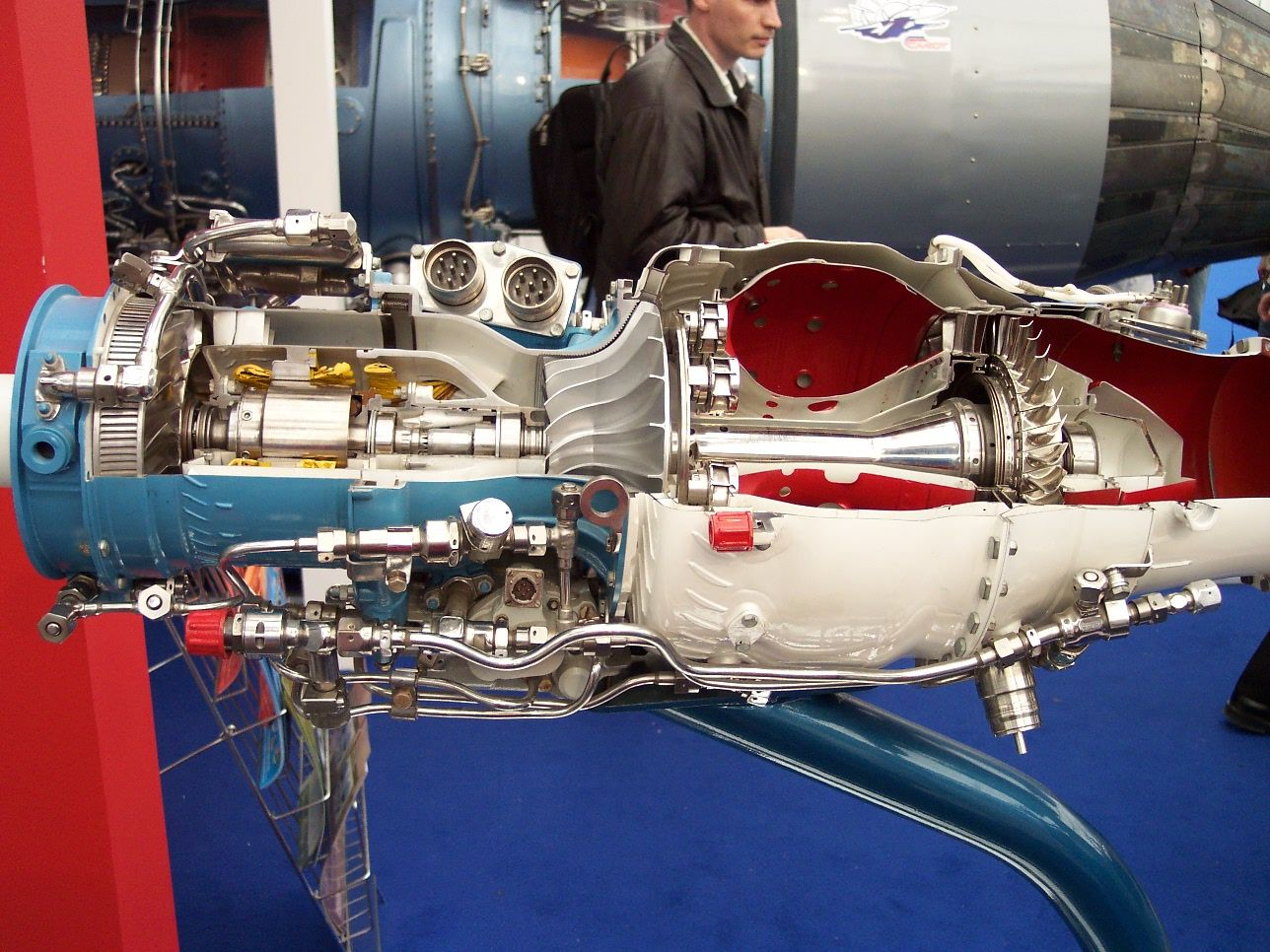
Proudový motor v řezu s radiálním kompresorem a dalšími částmi

Radiální kompresor je rotační lopatkový kompresor, v němž stlačení plynného média (nejčastěji vzduchu) je způsobeno odstředivými rychlostmi na lopatkách kompresoru.
Vzduch vystupuje do oběžného kola rovnoběžně s osou rotace a vystupuje kolmo(radiálně) k ose rotace. Rychlost vystupujícího vzduchu je dána průměrem oběžného kola, tvarem lopatek a rychlostí otáčení rotoru. Tento typ kompresoru má poměrně nízký kompresní poměr na 1 stupni, ale dodává velké množství stlačeného vzduchu. Na výstupu kompresoru musí být doplněn difuzor, který sníží rychlost proudění vzduchu a zvýší tlak. Pro potřeby nárůstu tlaku na výstupu kompresoru je možné tento kompresor spojovat do série na jeden hřídel. Na základě toho jaký počet těchto kompresorů spojíme do série vzniká vícestupňový kompresor. Počet kompresorů v řadě za sebou udává počet stupňů. V praxi se využívají na stlačování vzduchu v motorech a používají jeden až dvoustupňové kompresory.